# 手塚真未
手塚 真未（てづか まみ）は、元日本放送協会 (NHK) の契約キャスター。

## 来歴
東京都で出生。親が転勤族であったため、幼少期には日本各地（沖縄県石垣市、大阪府、長野県、兵庫県姫路市、愛知県）を転々としていた。
後に愛媛大学工学部へ進学し、親元を離れて愛媛県に住む。大学在学時には、愛媛から東京にある若林健治アナウンススクールまで1年間通っていた。また、3回生から4回生への進級時に「松山マドンナ大使2010」に選出され、大学を卒業するまで1年間大使を務めていた。
大学を卒業後、松山放送局の契約キャスターとなる。その後も大津放送局と静岡放送局のキャスターを務めていた。

## 担当番組

### NHK松山放送局
- いよ×イチ - リポーター[5]

### NHK大津放送局
- おうみ発610[2]
- おうみ845[2]
- FMおうみi[2]

### NHK静岡放送局
- たっぷり静岡
- ひる・しず[6]